# Ochyrocera coffeeicola
Ochyrocera coffeeicola là một loài nhện trong họ Ochyroceratidae. Loài này phân bố ở Venezuela.